# Digraph (Informatik)
Als Digraph bezeichnet man in der Informatik eine Kombination aus zwei Zeichen, welche als Ersatz für ein einzelnes Zeichen stehen, welches nicht im verwendeten Zeichensatz zur Verfügung steht. Verschiedene Programmiersprachen machen hiervon Gebrauch.

## Digraphen inPascal
| Digraph | ersetztes Zeichen | Verwendung                        |
| ------- | ----------------- | --------------------------------- |
| (*      | {                 | Beginn eines Kommentars           |
| *)      | }                 | Ende eines Kommentars             |
| (.      | [                 | Öffnende Klammer für Feldindex    |
| .)      | ]                 | Schließende Klammer für Feldindex |

Bei vielen Compilern wird (* und *) jedoch nicht als Digraph interpretiert, sondern sie kennzeichnen einen eigenen Kommentarblock-Stil. Ein Kommentar, der durch (* begonnen wird, kann somit nicht mit } beendet werden und umgekehrt.

## Digraphen inCundC++
| Digraph | ersetztes Zeichen | Verwendung                              |
| ------- | ----------------- | --------------------------------------- |
| <:      | [                 | Öffnende Klammer für Feldindex          |
| :>      | ]                 | Schließende Klammer für Feldindex       |
| <%      | {                 | Öffnende Blockklammer                   |
| %>      | }                 | Schließende Blockklammer                |
| %:      | #                 | Kennzeichen für Präprozessoranweisungen |

Die Verwendung von Digraphen (wie auch von Trigraphen) gilt heutzutage als überholt, da inzwischen auf nahezu allen Plattformen der komplette ASCII-Zeichensatz unterstützt wird.
Da die Digraphen jedoch noch immer in der Sprache definiert sind, kann dies zu subtilen und bisweilen schwer zu findenden Fehlern führen, welche jedoch von aktuellen Compilern angezeigt werden.
Beispiel:
```
std
::
vector
<::
std
::
size_t
>
 
v
;

```

Dies lässt sich lösen, indem ein Leerzeichen eingefügt wird:
```
std
::
vector
<
␣
::
std
::
size_t
>
 
v
;

```

Seit C++11 ist dieses Leerzeichen nicht mehr nötig. Die Syntaxdefinition wurde entsprechend angepasst, dass o. g. Code auch ohne Leerzeichen korrekt geparst wird.
Mit dem Makro
```
#define PROC_CAT(l, r) l ## r

```

lassen sich alle Digraphen zusammenfügen zu den entsprechenden Zeichen, nur die Raute nicht:
```
PROC_CAT
(
<
,
 
:
)
 
//Wird zu "{"

PROC_CAT
(
new
 
int
 
<
,
 
:
10
:>
)
 
//Wird zu new int [10]

PROC_CAT
(
%
,
 
:
)
 
define
 
NOT_POSSIBLE
 
//Erzeugt Fehler "stray '%:' in program

```